# Richie Havens' Record
| Recensione              | Giudizio |
| ----------------------- | -------- |
| AllMusic                |          |
| Dizionario del Pop-Rock |          |
| 24.000 dischi           |          |

Richie Havens' Record è un album del cantautore Richie Havens, pubblicato dall'etichetta discografica Douglas Records nell'aprile del 1968 .
Il disco raccoglie incisioni del periodo tra il 1963 e il 1965 quando Richie Havens era sotto contratto con la label Douglas Records.

## Tracce

### LP
Lato A (X4RS-0832)
1. I'm on My Way – 2:35 (Richie Havens)
2. Babe I'm Leaving – 4:30 (Richie Havens)
3. Down in the Valley – 4:02 (Bert Berns, Solomon Burke)
4. Nora's Dove – 3:50 (Richie Havens)
5. I'm Gonna Make You Glad – 2:00 (Richie Havens)

Lato B (X4RS-0833)
1. Chain Gang – 3:02 (Richie Havens)
2. Drown in My Own Tears – 4:30 (Henry Glover)
3. Daddy Roll 'Em – 2:38 (Richie Havens)
4. It Hurts Me – 3:00 (Richie Havens)
5. That's the Bag I'm In – 3:46 (Fred Neil)

## Musicisti
- Richie Havens – voce, chitarra
- "Natoga" (Daniel Ben Zebulon) – batteria (brani: "I'm Gonna Make You Glad" e "It Hurts Me")
- Paul Williams – chitarra (brani: "I'm Gonna Make You Glad" e "It Hurts Me")

Note aggiuntive
- Johanan Vigoda – produttore, note retrocopertina album originale
- Nicasio Diaz – cover art copertina album originale [5]